# Matthias Giesen
Matthias Giesen (Boppard, 1973) es un organista alemán. Desde 1999 es organista titular del Bruckner-Orgel y desde 2003, director del coro St. Augustine en St. Florian.

## Trayectoria
Giesen estudió de 1993 a 2001 en Colonia y Stuttgart, música eclesiástica, órgano, teoría musical y educación sonora. Sus profesores incluyeron a los organistas Clemens Ganz, Johannes Geffert y Bernhard Haas, así como a la teoría musical Friedrich Jaecker y Johannes Schild.
A partir de 1999 terminó en la teoría musical Musikhochschule Wien y con Martin Eybl un curso de composición de Heinrich Schenker. Desde 2003, Giesen trabaja en St. Florian como director musical colegiado y director de la Schola Floriana, el coro colegial de St. Florian y la orquesta de Altomonte.
Desde 2003, Giesen es profesor de teoría musical, análisis y formación auditiva en la Universidad de Música y Arte Dramático de Viena.
Giesen ha sido organizador de los conciertos de órgano de Brucknerfest Linz desde 2005 y organizador de Anton Bruckner Organ Competition Linz / St. Florian. Desde 2006, Giesen ha sido Director Artístico del festival Bruckner-Tage St. Florian junto con Klaus Laczika.